# Charles III. (Monaco)

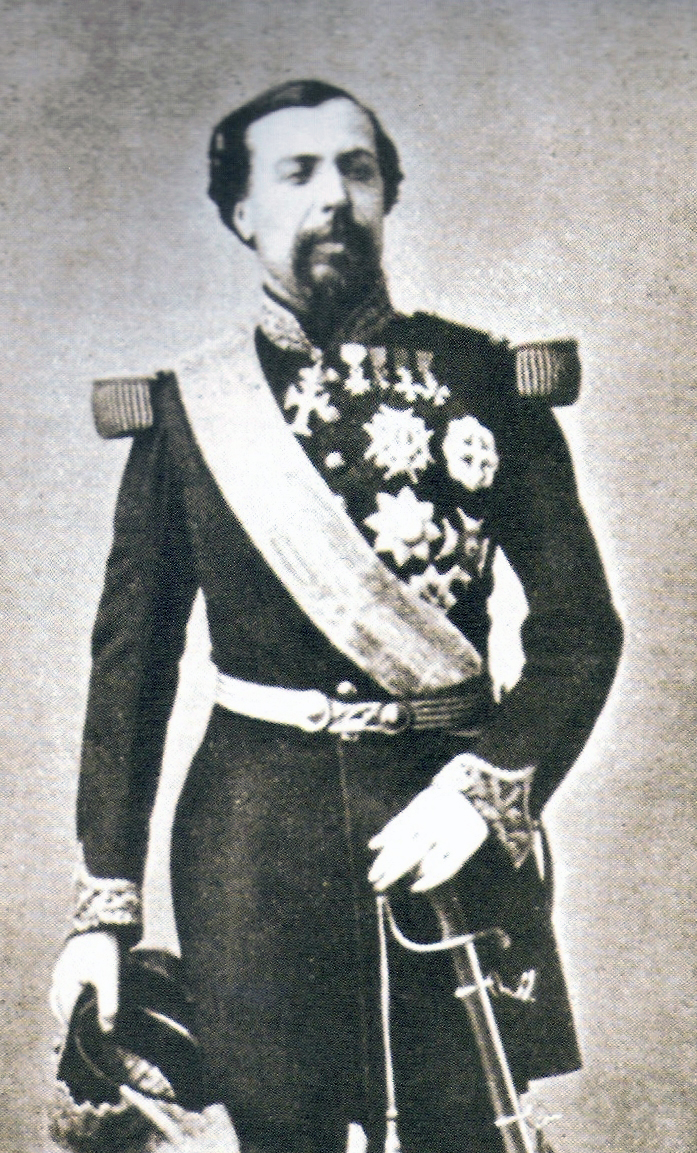
Charles III.

Charles III. Grimaldi von Monaco (* 8. Dezember 1818; † 10. September 1889) war von 1856 bis zu seinem Tod regierender Fürst von Monaco.

## Leben
Charles Grimaldi wurde am 8. Dezember als Sohn von Florestan I. von Monaco und seiner Frau Maria Caroline Gibert de Lametz geboren. Er heiratete am 28. September 1846 Antoinette de Mérode-Westerloo, die den gemeinsamen Sohn Albert gebar. Nach dem Tod seines Vaters setzte sich Charles 1856 auf den Thron Monacos. Er starb am 10. September 1889. Sein Sohn Albert I. folgte ihm auf den Thron.
Während seiner Regierungszeit erlangte das Spielcasino seine bis heute anhaltende Berühmtheit. Der Stadtteil Monte Carlo, in dem das Spielcasino liegt, ist nach Charles III. benannt.
Charles wurde durch Giuseppe Valerga, den Patriarchen von Jerusalem, in den Ritterorden vom Heiligen Grab zu Jerusalem investiert. 

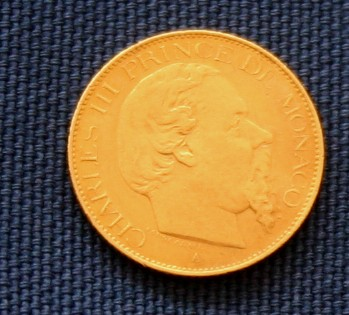
20-Francs-Goldmünze mit dem Konterfei Charles III. (1879)
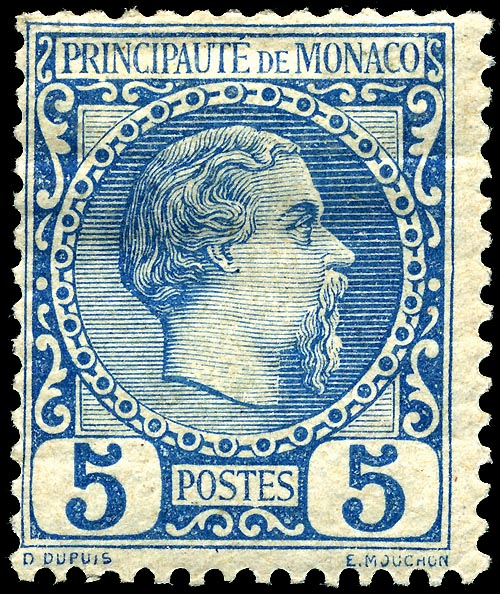
Briefmarke mit Abbild Charles III. (1885)